# Halictus perfumidus
Halictus perfumidus är en biart som beskrevs av Cockerell 1933. Halictus perfumidus ingår i släktet bandbin, och familjen vägbin. Inga underarter finns listade i Catalogue of Life.